# Mrka sjenica
Mrka sjenica (lat. Poecile lugubris; sin.: Parus lugubris) je vrsta ptice koja pripada porodici sjenica (lat. Paridae), red vrapčarki.

## Područje rasprostranjenosti u svijetu i RH
Mrka sjenica je na području Hrvatske gnjezdarica, stanarica prisutna cijele godine, koju nalazimo samo u priobalju. Rasprostranjena je još u jugoistočnoj Europi, Turskoj, sjevernom Iraku i Azerbajdžanu. U Hrvatskoj boravi oko 5000 parova.

## Stanište
Obitava na šumovitim staništima, poglavito u šumama hrasta, ali i crnogoričnim šumama, uz rijeke gdje nalazimo topole i vrbe, u voćnjacima i vinogradima. Često su staništa stjenovita ili planinska.

## Fenologija vrste i biologija vrste
Mrka sjenica sliči crnoglavoj ili planinskoj sjenici, ali veličine je velike sjenice. Ima smeđe tjeme i zatiljak, bijele obraze i tamnu mrlju na grlu. Duljina tijela je 14 cm, a raspon krila 21,5 – 23 cm. 
Sezona gniježđenja je od ožujka, a najčešće ima 2 legla u jednoj sezoni. Gnijezdi u rupama u drveću, a gnijezdo gradi od biljnog materijala i vune, obloženo perjem. Inkubacija traje oko 13 dana. Parovi i izvan sezona gniježđenja ostaju zajedno, ali se vrlo često okupljaju u jata s drugim vrstama sjenica, zeba i strnadica.
Hrane se manjim beskralježnjacima, poglavito gusjenicama i drugim ličinkama, i voćem. Hranu traže u drveću i grmlju, ali i na tlu.

## IUCN kategorija ugroženosti i zakonska zaštita
Mrka sjenica prema Crvenoj knjizi ptica Hrvatske (Tutiš i sur. 2013.) ima kategoriju ugroženosti: najmanje zabrinjavajuća (LC) vrsta. 
Sukladno Zakonu o zaštiti prirode (80/13) i Pravilniku o strogo zaštićenim vrstama (NN 114/13) mrka sjenica je strogo zaštićena vrsta u RH.

## Vanjske poveznice
|  | Zajednički poslužitelj ima stranicu o temi Poecile lugubris    |
|  | Zajednički poslužitelj ima još gradiva o temi Poecile lugubris |
|  | Wikivrste imaju podatke o taksonu Poecile lugubris             |